# Angelo Michele Iorio
Angelo Michele Iorio (Morrone del Sannio, 17 gennaio 1948) è un politico italiano, Presidente della Regione Molise dal 1998 al 1999 e dal 2001 al 2013, e attuale assessore regionale per le riforme istituzionali nella giunta Roberti.
Ex consigliere comunale e sindaco di Isernia, è eletto per la prima volta in consiglio regionale nel 1990, e confermato nelle successive tornate, diventando così il più longevo consigliere della ventesima regione. Ha assunto la presidenza della Giunta Regionale del Molise la prima volta dal 1998 al 1999 con due diverse composizioni. Candidatosi cinque volte alla carica di Presidente della Regione Molise, perde nel 2000 ma, nelle successive elezioni conseguenza di un suo ricorso che ha portato alla scioglimento del consiglio, è stato eletto nel 2001, confermato nel 2006 e nuovamente nel 2011, le cui elezioni sono state però annullate per la seconda volta dal TAR in data 17 maggio 2012 l'annullamento confermato dal Consiglio di Stato in data 29 ottobre 2012. Si ricandida nel 2013, ma non viene eletto.

## Biografia
Nato il 17 gennaio 1948 a Morrone del Sannio, in provincia di Campobasso, si trasferisce da giovanissimo, insieme alla sua famiglia, ad Isernia dove, dopo aver conseguito la laurea in medicina presso l'Università degli Studi di Roma "La Sapienza", svolge l'attività di chirurgo presso l'Ospedale Civile di Isernia.

### Consigliere regionale del Molise
Nel 1975 aderisce alla Democrazia Cristiana (DC), dove, oltre a ricoprire incarichi di partito (componente della Direzione Provinciale, Vicesegretario e componente della Direzione Regionale), tra il 1980 e il 1990 riveste diverse cariche presso le amministrazioni locali: assessore ai lavori pubblici della provincia di Isernia, assessore all'urbanistica e sindaco del comune di Isernia (dal 1989 al 1990). Viene candidato alle elezioni regionali in Molise del 1990 dalla DC venendo eletto in consiglio regionale del Molise con 7.183 preferenze. Successivamente viene nominato assessore all'urbanistica, poi assessore ai lavori pubblici e infine assessore alla sanità; assume inoltre il ruolo di vicepresidente della giunta regionale dal 1990 al 1995 nelle giunte a guida democristiana presiedute da Enrico Santoro, Luigi Di Bartolomeo e Giovanni Di Giandomenico.
Nel 1994, dopo lo scioglimento della DC, aderisce al ricostituito Partito Popolare Italiano (PPI) di Mino Martinazzoli, nelle cui liste è rieletto in occasione delle elezioni regionali del 1995 consigliere regionale con 3.199 preferenze, è poi assessore nella giunta di centrosinistra presieduta da Marcello Veneziale fino al 1998.
Alle elezioni politiche del 1996 è candidato alla Camera dei deputati per la coalizione di centro-sinistra de L'Ulivo; la candidatura, prevista nel collegio uninominale di Isernia, viene tuttavia esclusa a causa di un vizio di forma.
Nel febbraio del 1998 Iorio abbandona il PPI, con il quale era stato eletto, per aderire a Forza Italia. Successivamente si fa promotore di una maggioranza diversa da quella scaturita dalle elezioni del 1995: sostituisce quindi il presidente ulivista Marcello Veneziale e assume la presidenza della regione Molise.
In vista della convocazione delle elezioni regionali in Molise del 2000, Iorio viene candidato alla presidenza della Regione, venendo sostenuto della coalizione di centro-destra Casa delle Libertà (FI-AN-CCD-CDU-Partito Socialista - Socialdemocrazia). Alla tornata elettorale Michele Iorio ottiene 101.295 voti (47,8%), ma risulta sconfitto per soli 930 contro Giovanni Di Stasi (50,2%), deputato alla Camera per i Democratici di Sinistra, che viene quindi eletto presidente. 

### Elezione a deputato
Alle elezioni politiche del 2001 viene eletto alla Camera dei Deputati nelle liste di Forza Italia nella quota proporzionale della circoscrizione Molise, ricoprendo l'incarico sino al 15 gennaio 2003. È stato membro della Commissione Bilancio e poi Finanze, ma viene poi dichiarato decaduto dal seggio parlamentare a causa dell'incompatibilità con la carica di presidente della giunta regionale (sarà sostituito da Riccardo Tamburro nel 2005).

### Presidente della Regione Molise

#### 2º Mandato
Nel 2001, a causa di alcuni vizi di forma nella presentazione delle liste, le elezioni molisane dell'anno prima vengono invalidate. Con le nuove elezioni regionali che si tengono nel novembre 2001, viene ricandidato come presidente di Regione, e questa volto Iorio riesce ad imporsi con il 58,21% (pari a 115.714 voti) contro sempre Giovanni Di Stasi, Presidente del Molise da meno di un anno, per il centrosinistra che ottiene il 41,79%, pari a 83.089 voti. 
Nel 2002 Iorio è nominato Commissario straordinario per il terremoto del Molise verificatosi nell'ottobre 2002. Nello stesso anno diventa inoltre vicepresidente della Conferenza Stato-Regioni.

#### 3º Mandato
Alle elezioni politiche del 2006 viene eletto senatore per Forza Italia nella circoscrizione Molise, ricoprendo anche la carica di membro della Commissione Ambiente e membro della Commissione di Vigilanza RAI. Deve così affrontare nuovamente la questione dell'incompatibilità tra la carica di parlamentare e la presidenza della regione (gli subentra come senatore l'ex presidente del Molise Luigi Di Bartolomeo). Ricandidato alle elezioni regionali del 2006 per la Casa delle Libertà, sconfigge il candidato de L'Unione, l'ex Vicepresidente del Molise durante la breve giunta Di Stasi Roberto Ruta, riconfermandosi alla Presidenza della Regione con un margine più ristretto: 111.881 a 95.246 ovvero 54,14% a 45,86%.

#### 4º Mandato
Grazie a un vantaggio di appena lo 0,79%, pari a 1.505 voti, sullo sfidante di centrosinistra Paolo Di Laura Frattura, alle elezioni regionali dell'ottobre 2011 Michele Iorio è rieletto, per il terzo mandato consecutivo, alla presidenza della Regione Molise con il sostegno de Il Popolo della Libertà con il 46,94% contro il 46,15% del principale concorrente (89.142 Iorio contro 87.637 Frattura) e di altre sei liste.
Il 17 maggio 2012 il TAR del Molise ha annullato le elezioni regionali del 2011, con conseguente ritorno alle urne per la scelta del nuovo presidente di regione. Il Consiglio di Stato, che ha analizzato i ricorsi, il 29 ottobre dello stesso anno, ha confermato la sentenza del TAR.
Iorio si ricandida per la quinta volta in 13 anni alla guida della Regione. Alle elezioni regionali in Molise del 2013, la coalizione che sostiene Iorio (PdL, UDC, Grande Sud, Progetto Molise e La Destra) ottiene solo il 25,80%, pari a 49.567 voti (perdendo in meno di un anno oltre 40.000 voti), e viene sconfitta dalla coalizione del centro-sinistra, guidata sempre da Paolo Di Laura Frattura, che diventa Presidente della Regione Molise con il 44,70%, pari a 85.881 voti.

### Dopo la presidenza della Regione
Nel gennaio 2017 aderisce a Direzione Italia di Raffaele Fitto abbandonando Forza Italia e a settembre annuncia la propria ricandidatura in vista delle Regionali del 2018.
Alle politiche del 2018 è candidato al Senato della Repubblica nel collegio uninominale di Campobasso sostenuto dalla coalizione di centro-destra (in quota Noi con l'Italia), ma ottiene il 30,86% e viene nettamente sconfitto dal grillino Luigi Di Marzio (44,50%).
Alle elezioni regionali molisane del 22 aprile 2018, dopo aver rinunciato a una possibile sesta candidatura consecutiva a presidente, viene eletto per l'ottava volta consigliere regionale nella lista Iorio per il Molise-Noi con l'Italia con 2106 preferenze. Quasi subito però, si porta all'opposizione al presidente Donato Toma, e due anni dopo aderisce a Fratelli d'Italia.
In vista delle elezioni regionali in Molise del 2023, dopo aver nuovamente valutato una candidatura autonoma, sostiene il candidato del centro-destra Francesco Roberti, presidente della provincia di Campobasso, e viene nuovamente riconfermato consigliere regionale nelle liste di Fratelli d'Italia con 2.741 preferenze. Diventa poi assessore con diverse deleghe: 
- Riforme istituzionali;
- Coordinamento fondi europei;
- PNRR;
- Politiche di coesione;
- Rapporti con i Ministeri per l'attuazione del piano di rientro sanitario della Regione Molise.[25]

## Vita privata
È sposato e ha tre figli: Raffaele e Luca sono medici, mentre Davide è un economista. Sua sorella Rosa, avvocatessa, si era candidata sindaco di Isernia alle elezioni amministrative del 2012, ma è stata battuta al ballottaggio da Ugo De Vivo.

## Procedimenti giudiziari
Il 18 gennaio 2008 si apprende che Michele Iorio è indagato dalla Procura della Repubblica di Campobasso per concussione e abuso d'ufficio. In autunno, sarà di nuovo indagato, dalla procura di Larino, nello scandalo "Black Hole". Il 22 settembre 2009 cade l'accusa di concussione, ma resta quella per abuso d'ufficio, per cui è rinviato a giudizio.
Il 6 dicembre 2010 Iorio è nuovamente indagato nell'ambito dello smaltimento rifiuti per la nomina di Antonio Del Torto, presidente del Cosib, Consorzio per lo Sviluppo Industriale della Valle del Biferno, arrestato nella stessa inchiesta.
Il 22 febbraio 2012 è stato condannato in primo grado ad un anno e 6 mesi per abuso di ufficio, indebita percezione di erogazioni in danno dello Stato, concorso formale per reato reiterato. La sentenza è stata emessa dai giudici del tribunale di Campobasso al termine del processo per la vicenda Bain&Co. All'epoca commissario delegato, avrebbe esteso abusivamente l'area del cratere "non avendone la competenza, né la legittimazione". Dopo la conferma in appello, la Cassazione ha poi dichiarato prescritto il reato.
Sotto accusa per abuso d'ufficio in relazione alla cessione delle quote societarie dell’ex Zuccherificio del Molise, il 25 gennaio 2018 la Corte d'Appello di Campobasso lo condanna a 6 mesi di reclusione con interdizione dai pubblici uffici per un anno con pena sospesa ribaltando così la sentenza di assoluzione di primo grado del 20 ottobre 2016; per effetto della Legge Severino decade da consigliere regionale.
Il 20 aprile 2022, al termine del processo di primo grado presso il Tribunale di Campobasso sul cosiddetto sistema Iorio, è stato assolto da tutte le accuse insieme agli altri 11 imputati.